# Русский офис
Русский офис — пакет программ для Windows компании «Арсеналъ», дочерней фирмы компании «АйТи». С 2003 года не развивается.
Относительно других пакетов офисных программ «Русский офис» был лучше локализован и продавался по меньшей цене, но многие программы пакета имели не так много возможностей, как зарубежные аналоги.

## История
«Лексикон»
В конце 1980-х Евгений Веселов разработал текстовый редактор для операционной системы DOS под рабочим названием «E-9». В дальнейшем редактор получил имя «Лексикон».
В 1990-х текстовый редактор «Лексикон» был самым распространённым в России.
В 1995 году выпущен «Лексикон для Windows». Чиcло официальных пользователей «Лексикона» достигло 50 тысяч (нелегальных, по оценкам, в 10 раз больше).
В 1996 году компания Микроинформ из-за несовершенности «Лексикона для Windows» прекратила разработку этой программы, но планировала выпустить Лексикон 1.4 для DOS. В этом же году Микроинформ передала права на программу в компанию «Арсенал».
«Русский офис»
В середине 1996 года в состав «Русского офиса» входили система автоматического перевода «Сократ», система оптического распознавания FineReader, лицензированная у компании «Бит», орфографический корректор «Цензор», система ведения финансов «Декарт», графический редактор «PictureMan», лицензированный у компании «Стоик», бухгалтерская программа «Идеальная Бухгалтерия» и система поддержки национальных языков «Chameleon». В конце года планировалось включить «Лексикон для Windows» в состав пакета.
В 1997 году «Лексикон» легально приобретался примерно в 4 раза реже, чем Microsoft Word. При этом основными каналами поставки были OEM-партнёры, учебные заведения и корпоративные клиенты.
В 1997 году пакет программ «Русский офис» включал в себя «Лексикон 97», «Диско-Командир», «Декарт» и «Сократ». Издательство «Компьютер Пресс» выпустило книгу «Лексикон 97 для всех».
В 2000 году в продажу выпущена пятая версия редактора «Лексикон».
В 2001 году поступила в продажу версия «Лексикон 5.1».

## Состав
- «Декарт» — система ведения личных финансов.
- «Дела в порядке» — персональная система управления информацией.
- «ДИСКо Искатель» — программа метапоиска информации в Интернете.
- «ДИСКо Качалка» — офлайн-браузер для Интернета.
- «ДИСКо Командир» — программа управления файлами[7].
- «ДИСКо Наблюдатель» — программа оперативного слежения за информацией в Интернете.
- «Три-О-Граф» — коллекция шрифтов.
- «Лексикон» — полнофункциональный текстовый редактор. Разрабатывался компанией «Микроинформ» выпустившей в июне 1995 г. версию для Windows. С 1996 г. разработкой windows-версии занялась компания «Арсеналъ»[4].
- «Лексикон XL» — полнофункциональный текстовый редактор с электронными таблицами.
- «Реаниматор» — программа восстановления почтовых сообщений.
- «Смотритель» — программа просмотра файлов различных форматов.
- «Сократ» — система автоматизированного перевода текстов[8].
- «Сократ словарь» — многоязычный электронный словарь.